# Favorí d'Arle
Favorí (en llatí Favorinus, en grec Φαβωρῖνος) va ser un filòsof i sofista del temps de l'emperador Hadrià. Va néixer a Arle, i hom diu que era hermafrodita o eunuc, però una vegada va patir una acusació d'adulteri el que no seria gaire probable en cas de ser eunuc.
Sembla que va visitar Roma i Grècia des de jove, i aviat va destacar pels seus dots oratoris i els seus coneixements de llatí i grec. Aquests coneixements, units als estudis en profunditat de la filosofia, i la seva capacitat oratòria el van fer aviat un personatge distingit tant a Roma com a Grècia. Amic de l'emperador, un dia s'hi va barallar i va caure en desgràcia, i els atenencs, per complaure Hadrià, van destruir l'estàtua de bronze que havien aixecat al filòsof. Presumia de tres coses: que essent eunuc havia estat acusat d'adulteri, que essent gal parlava perfectament llatí i grec, i que seguia amb vida després d'haver ofès l'emperador.
Favorí va ser amic de Demetri d'Alexandria, Demetri el Cínic, Marc Corneli Frontó i especialment de Plutarc, que li va dedicar un tractat sobre el principi del fred. Herodes Àtic també es va relacionar amb Favorí i el tenia en molta estima. Quan Favorí va morir li va llegar la seva biblioteca i la casa de Roma. Favorí va residir un temps a l'Àsia Menor, i va ser especialment honorat pels habitants d'Efes, cosa que va provocar l'enveja i l'hostilitat de Polemó Antoni, el filòsof més famós d'Esmirna. Els dos sofistes es van atacar en una polèmica molt amarga.
Va escriure nombrosos obres que no s'han conservat. Els títols de les principals són:
- 1. Περὶ τῆς καταληπτικῆς Φαντασίας
- 2. Ἀλκιβιάοης.
- 3. Una obra dirigida a Epictet de Hieràpolis,
- 4. Un treball sobre Sòcrates
- 5. Πλούταρχος ἢ περὶ τῆς Ἀκαδημικῆς Διαθέσεως
- 6. Περὶ πλάτωνος. (mencionat per Suides)
- 7. Περὶ τῆς Ὅμήρου Φιλοσοφίας. (Suides)
- 8. Πυρρώνειοι τρόποι, en deu llibres, probablement la seva obra principal, on Favorí demostrava que la filosofia de Pirró d'Elis era útil pels que reclamaven davant dels tribunals
- 9. Παντοδαπὴ Ἱστορία, almenys en vuit llibres sobre temes d'història i geografia
- 10. Ἀπομνημονεύματα
- 11. Γνωμολογικά, un llibre sobre refranys
- 12. Filostrat menciona alguns discursos, però no parla del seu mèrit.[1]